# Magomedgadzsi Omardibirovics Nurov
Magomedgadzsi Omardibirovics Nurov (macedón nyelven: Магомедгаџи Омардибирович Нуров) (1993. április 19. –) orosz származású, honosított macedón szabadfogású birkózó. A 2019-es birkózó-világbajnokságon bronzérmet szerzett 97 kg-os súlycsoportban, szabadfogásban. A 2018-as Mediterrán Játékokon aranyérmet szerzett 97 kg-os szabadfogású birkózásban.

## Sportpályafutása
A 2019-es birkózó-világbajnokságon a 97 kg-osok súlycsoportjában megrendezett bronzmérkőzés során a kazah Alisher Yergali volt ellenfele, akit 8–5-re legyőzött.